# Atheta discipula
Atheta discipula är en skalbaggsart som beskrevs av Thomas Casey 1910. Atheta discipula ingår i släktet Atheta och familjen kortvingar. Inga underarter finns listade i Catalogue of Life.